# Farnham (Surrey)
Farnham è una cittadina di 38 000 abitanti della contea del Surrey, in Inghilterra.

## Amministrazione

### Gemellaggi
- Andernach, Germania